# Diplotaxis acris
Diplotaxis acris är en korsblommig växtart som först beskrevs av Peter Forsskål, och fick sitt nu gällande namn av Pierre Edmond Boissier. Diplotaxis acris ingår i släktet mursenaper, och familjen korsblommiga växter. Inga underarter finns listade i Catalogue of Life.

## Bildgalleri

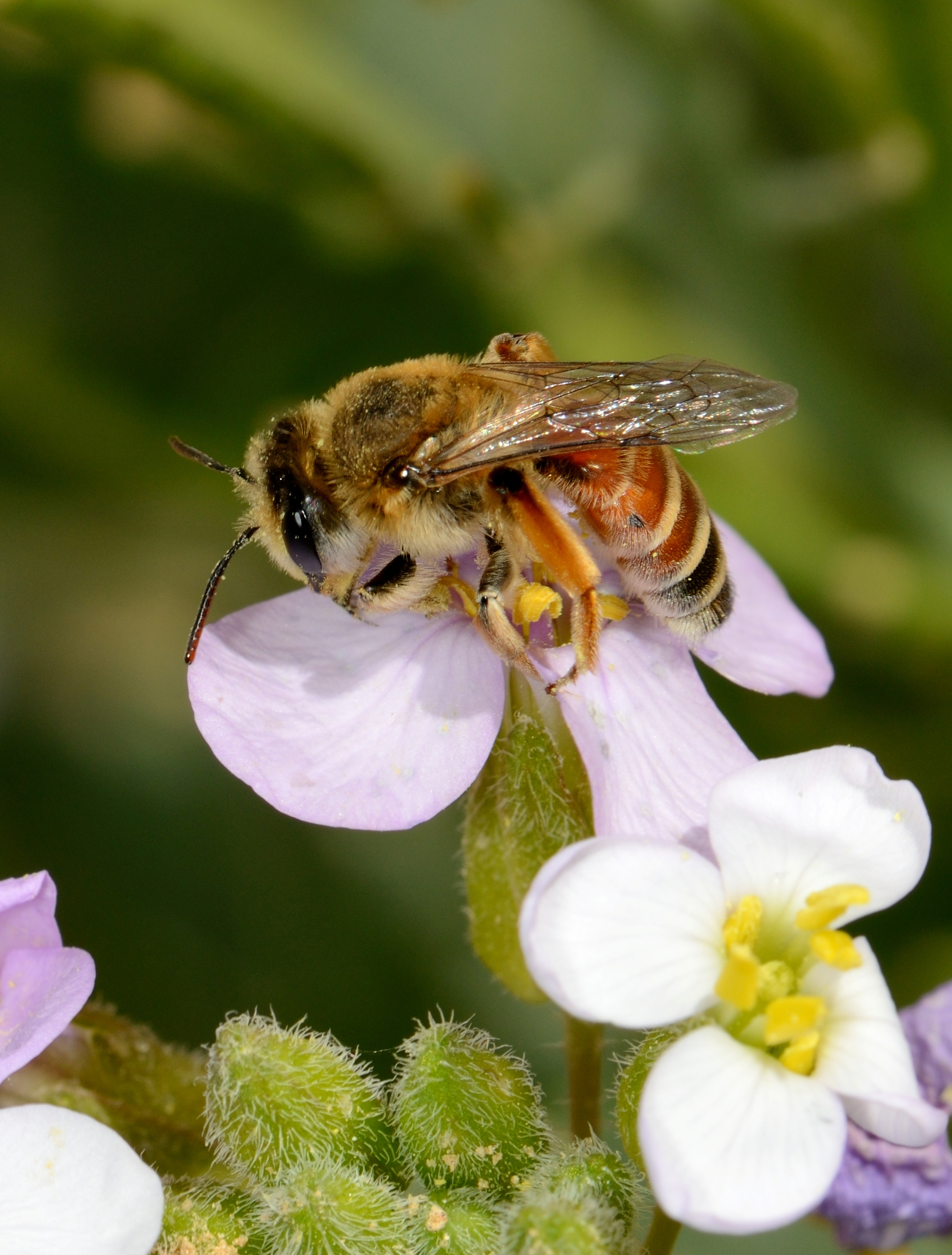
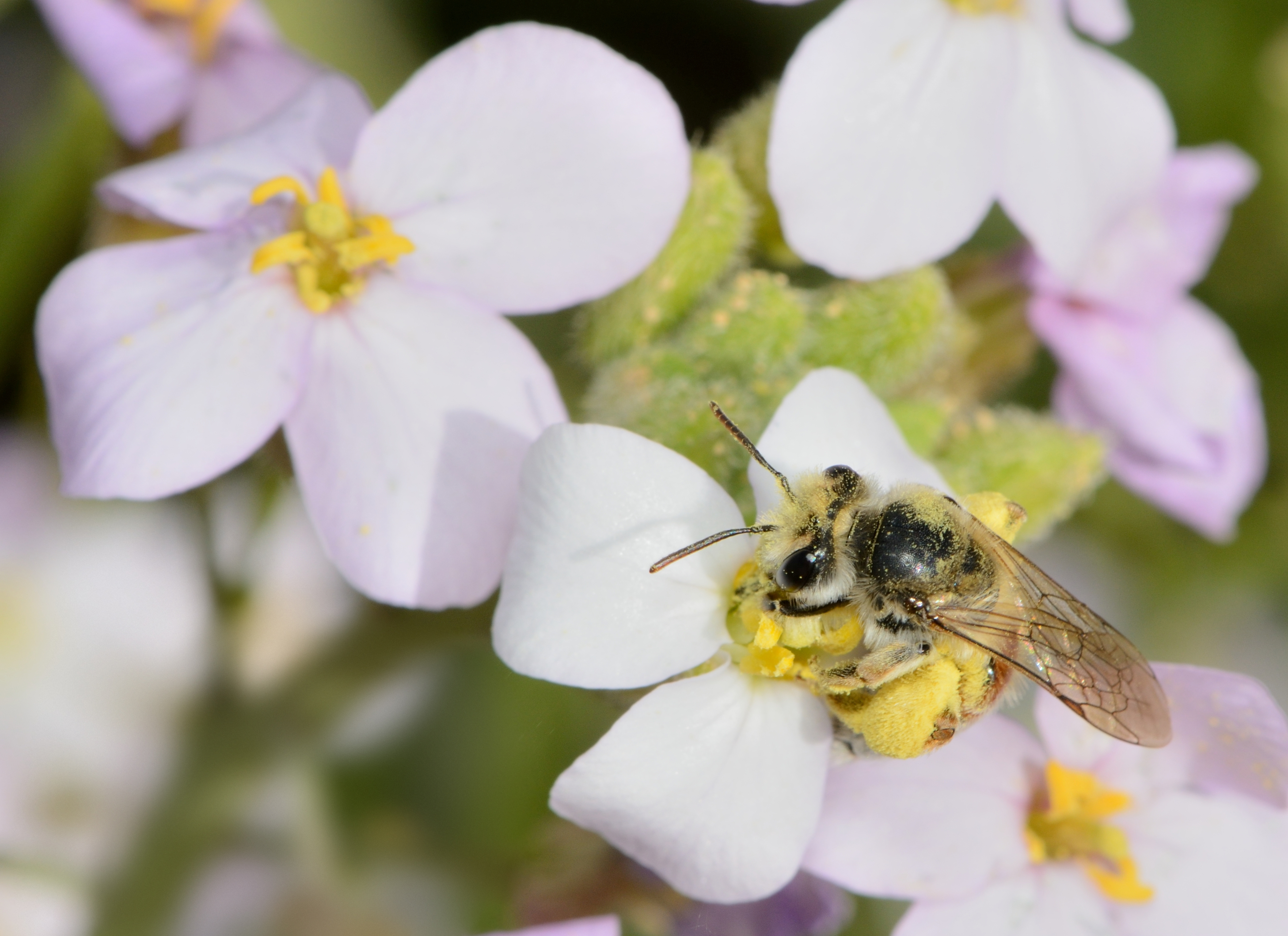